# 聯邦貿易委員會
聯邦貿易委員會（英語：Federal Trade Commission，縮寫：FTC）是美国联邦政府的独立机构，主要負責執行反托拉斯法的民事執法工作以及推進消费者保护政策。其與司法部轄下的反壟斷部門共同分擔與反托拉斯法相關的民事執法工作。委員會位處華盛頓特區的聯邦貿易委員會大樓。
委員會於1914年依同年通過的《聯邦貿易委員會法》成立，以回應19世紀以來信託基金益加猖獗的壟斷行為。委員會自成立起便執行《克莱顿反托拉斯法》、《联邦贸易委员会法》及美國法典第15编 § 第41節等條文。随着时间推移，委員會亦獲授权执行其他商业法规并颁布了一系列規例（均编撰于聯邦規則彙編第16卷）。:571
委員會由五名專員組成，任期七年。專員由總統提名並經由參議院同意，當中不能有多於三名專員來自同一個政黨。總統可任命其中一名委員出任委員會主席。現任委員會主席為莉娜·汗，於2021年6月就任。

## 歷史沿革

### 早期歷史

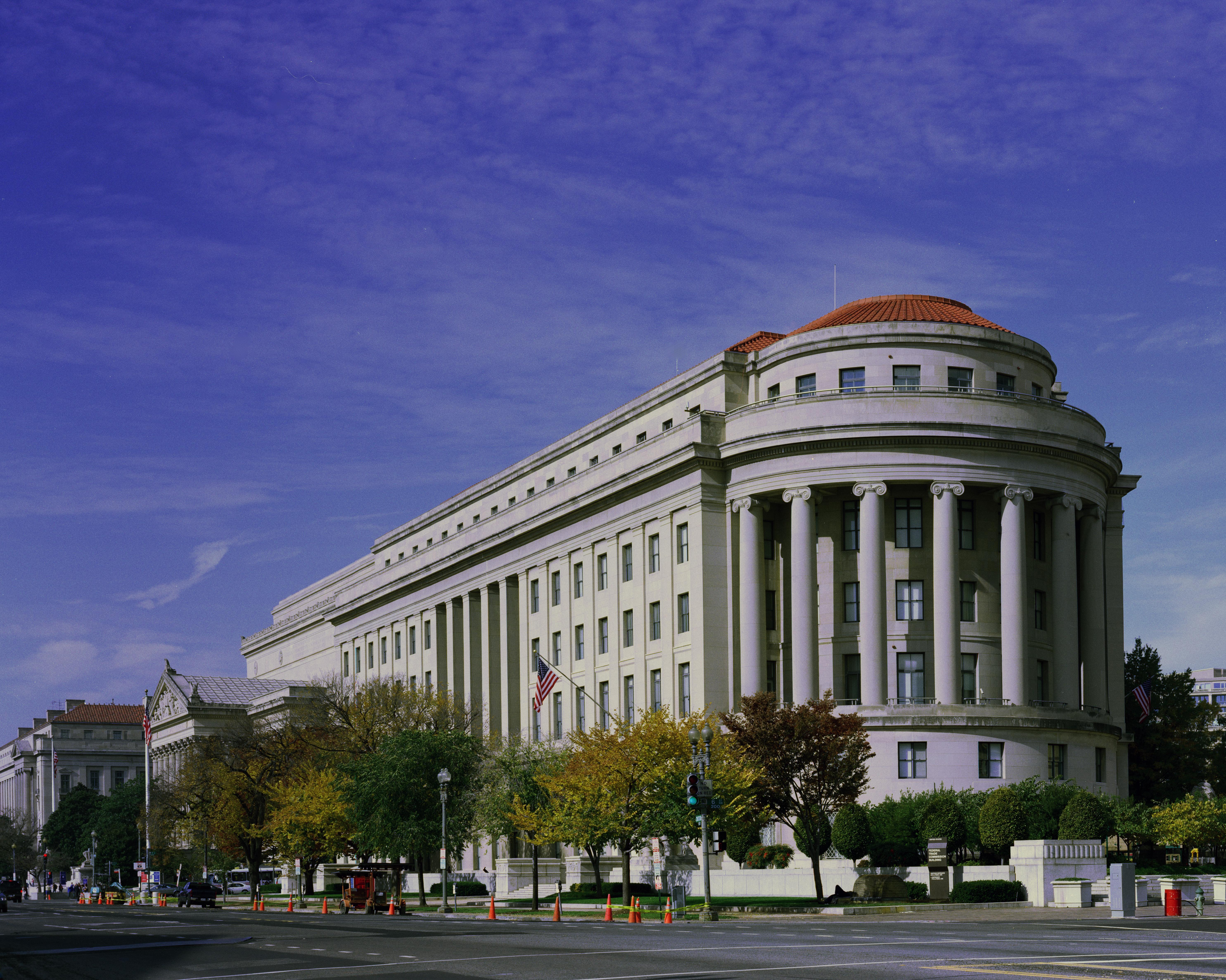
頂點大廈（現聯邦貿易委員會大樓），建于1938年，位處华盛顿哥伦比亚特区

因應最高法院於1911年5月對標準石油公司及美國煙草公司的裁決，奧克拉荷馬州眾议员迪克·T·摩根於1912年1月25日首次提出草案，設立一委員會以监管州际贸易，並於同年2月21日在眾議院發言時推動設立。
儘管草案並未獲得通過，但托拉斯與反托拉斯政策議題主導了1912年的大選。該年大選大部分政黨均主張設立一個由董事會監管的聯邦貿易委員會，以替代冗長的法庭訴訟。
隨着民主黨和伍德羅·威爾遜在1912年總統選舉中獲勝，摩根在1913年4月的特殊會期中重新提出略經修訂後的草案。該法案於1914年9月26日獲威爾遜總統簽署成為法律。三星期後他亦簽署《克萊頓反托拉斯法》，對原有規例加以收緊。
新設立的聯邦貿易委員會取代原隸屬商務與勞工部，於1903年設立的公司局，並有權調查「不公平競爭模式」以及對《克萊頓反托拉斯法》當中針對價格差別、垂直整合、連結董事及收購等反競爭行為採取執法行動。

### 近期歷史
聯邦貿易委員會從1984年起便開始規管殯儀館行業，以便保護消费者免受欺骗性行为影响。委員會的殡葬规则要求殯儀館為所有顧客提供總價目表，並表列所有商品和服务及其價格。
委員會在1990年代中期與其他聯邦、各州和地方執法部門合作打擊電話營銷詐騙。
美国最高法院於2021年的AMG資本管理公司訴聯邦貿易委員會案裁定委員會無權依據《聯邦貿易委員會法》下的美国法典第15编 § 第53(b)节，於法院尋求衡平法上的救济措施——法例只允許其尋求禁令上的救济。

## 委員會專員

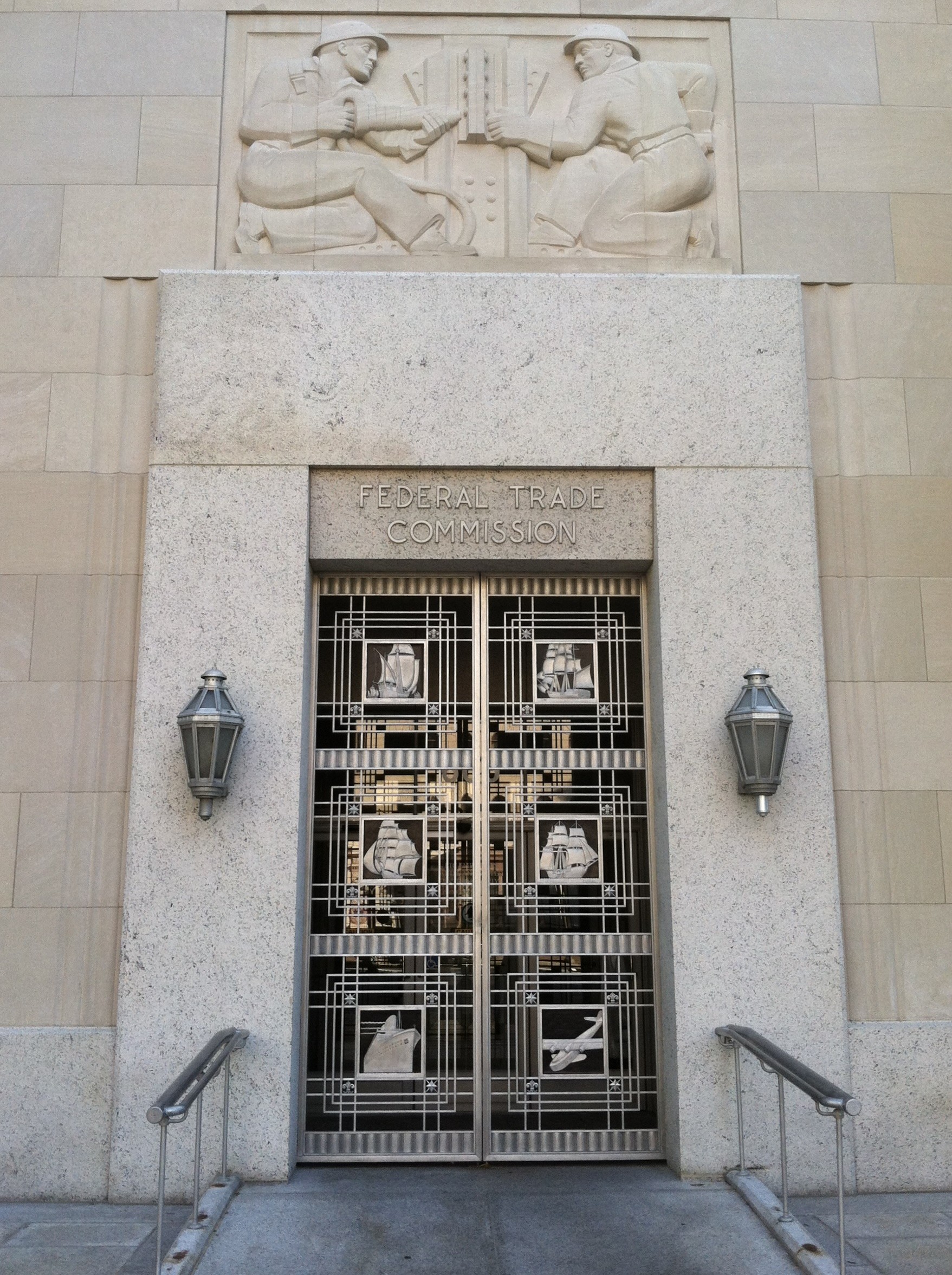
聯邦貿易委員會大樓正門

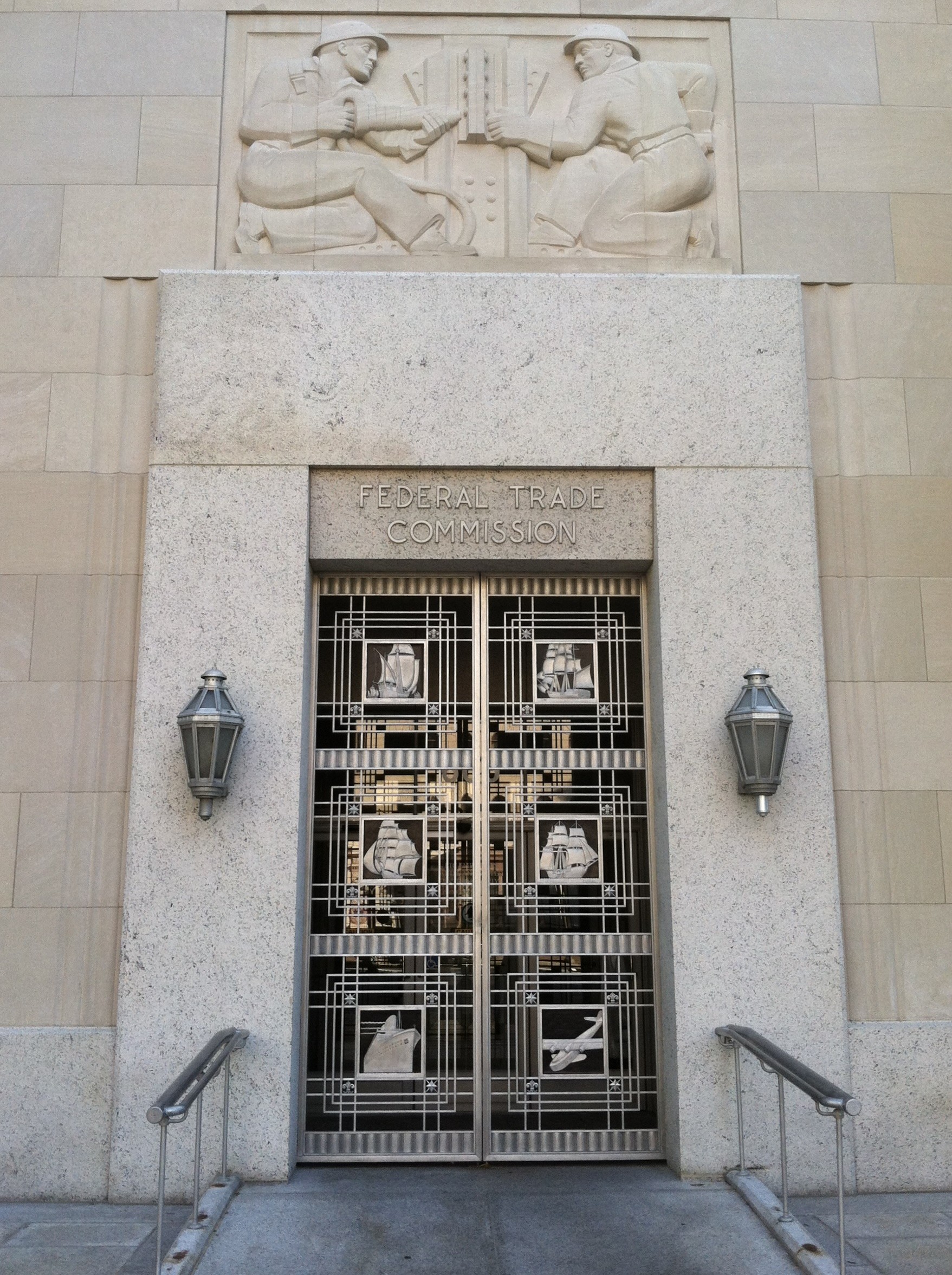
聯邦貿易委員會大樓正門

### 現任委員會專員
委員會由五名專員組成，任期七年。專員由總統提名並經由參議院同意，當中不能有多於三名專員來自同一個政黨，這意味著通常會有兩名專員出自反對黨。儘管如此，委員會成立以來亦曾有專員是不隸屬任何政黨的獨立人士。
| 肖像 | 姓名                     | 政黨聯繫 | 政黨聯繫 | 曾任職位           | 母校                                            | 任期開始      | 任期結束      |
| ---- | ------------------------ | -------- | -------- | ------------------ | ----------------------------------------------- | ------------- | ------------- |
|      | 安德魯·N·弗格森 （主席） |          | 共和黨   | 維珍尼亞州訟務次長 | 維珍尼亞大學 (BA) 維珍尼亞大學法學院 (JD)       | 2024年4月2日  | 2030年9月26日 |
|      | 梅丽莎·霍利奥克          |          | 共和黨   | 猶他州訟務次長     | 猶他大學（BA） 猶他大學法學院（JD）             | 2024年3月25日 | 2025年9月26日 |
|      | 馬克·米多                |          | 共和黨   | 司法部律師         | 芝加哥大學（BA） 休士頓大學法律中心法學院（JD） | 2025年4月16日 | 2031年9月26日 |

備註
- 《聯邦貿易委員會法》允許委員在任期完畢後繼續留任直至繼任人選獲得任命。

### 前任專員名单
| 委员                   | 日期                                        |
| ---------------------- | ------------------------------------------- |
| Caspar Weinberger      | 1969年12月31日 - 1970年8月6日               |
| Philip Elman           | 1961年4月21日 - 1970年10月18日              |
| Miles W. Kirkpatrick   | 1970年9月14日 - 1973年2月20日               |
| Everette MacIntyre     | 1961年9月26日 - 1973年8月30日               |
| Mary Gardner Jones     | 1964年10月29日 - 1973年11月2日              |
| David J. Dennison, Jr. | 1970年10月18日 - 1973年12月31日             |
| Mayo J. Thompson       | 1973年7月8日 - 1975年9月26日                |
| Lewis A. Engman        | 1973年2月20日 - 1975年12月31日              |
| Calvin J. Collier      | 1976年3月24日 - 1977年12月31日              |
| Stephen A. Nye         | 1974年5月5日 - 1978年5月5日                 |
| Elizabeth Hanford Dole | 1973年12月4日 - 1979年3月9日                |
| Paul Rand Dixon        | 1961年3月21日 - 1981年9月25日               |
| David Clanton          | 1975年8月26日 - 1983年10月14日              |
| Michael Pertschuk      | 1977年4月21日 - 1984年10月15日              |
| George W. Douglas      | 1982年12月27日 - 1985年9月18日              |
| James C. Miller III    | 1982年9月25日 - 1985年10月5日               |
| Patricia P. Bailey     | 1979年10月29日 - 1988年5月15日              |
| Margo E. Machol        | 1988年11月29日 - 1988年10月24日（休會任命） |
| Daniel Oliver          | 1986年4月21日 - 1986年8月10日               |
| Terry Calvani          | 1983年11月18日 - 1990年9月25日              |
| Andrew Strenio         | 1986年3月17日 - 1991年7月15日               |
| Deborah K. Owen        | 1989年10月25日 - 1994年8月26日              |
| Dennis A. Yao          | 1991年7月16日 - 1994年8月31日               |
| Christine A. Varney    | 1994年10月17日 - 1997年8月5日               |
| Janet D. Steiger       | 1989年8月11日 - 1989年8月11日               |
| Roscoe B. Starek, III  | 1990年11月19日 - 1997年12月18日             |
| Mary L. Azcuenaga      | 1984年11月27日—1984年6月3日                 |
| Robert Pitofsky        | 1978年6月29日 - 1981年4月30日               |
| Sheila F. Anthony      | 1997年9月30日 - 2003年8月1日                |
| Timothy Muris          | 2001年6月4日 - 2004年8月15日                |
| Mozelle W. Thompson    | 1997年12月17日 - 2004年8月31日              |
| Orson Swindle          | 1997年12月18日 - 2005年6月30日              |
| Thomas B. Leary        | 1999年11月17日 - 2005年12月31日             |
| Deborah Platt Majoras  | 2004年8月16日 - 2008年3月29日               |
| Pamela Jones Harbour   | 2003年8月4日 - 2010年4月6日                 |
| William Kovacic        | 2006年1月4日 - 2011年10月3日                |
| J. Thomas Rosch        | 2006年1月5日 - 2012年9月                    |
| Jon Leibowitz          | 2009年3月2日 - 2013年3月7日                 |
| Joshua D. Wright       | 2013年1月11日 - 2015年8月24日               |
| Julie Brill            | 2010年4月6日 - 2016年3月31日                |

## 轄下局處

### 消費者保障局
消費者保障局的使命，在於保障消费者免受不公平或有欺騙成分的商業行為及做法。該局的律师在經過委员会书面同意後，負責执行与消费者事务相关的联邦法律和委员会颁布的规定。該局職能亦包括進行調查、 採取執法行動、教育消費者和商界等。该局關注的㆒些主要範圍是：广告与营销、金融产品与手法、電話營銷詐騙、隐私和身份保护等領域。该局也负责美国谢绝来电计划。
《聯邦貿易委員會法》允許委員會在大多数情况下通过自己的律师在联邦法院提出訴訟。委員會在部分消费者保护事务中亦會與美国司法部共同發起或支持司法部發起的訴訟。

### 競爭局
競爭局負責消除及防止反競爭商業行為。該局透過執行反壟斷法、覆核合併建議及調查可削弱競爭的非合併商業行為，從而履行有關職責。有關非合併行為包括橫向約制（涉及直接競爭者所訂立的協議）及縱向約制（涉及同一行業內不同層面企業的協議）。
FTC与美国司法部共享反垄断法律的执行。然而，虽然FTC负责反托拉斯法的民事执行，美国司法部反垄断司有权在反托拉斯事务中提起民事或刑事诉讼。

### 經濟局
經濟局在反壟斷及消費者保障調查及制訂規則方面提供經濟分析及支援。該局亦分析政府規例的經濟影響，並向國會、政府行政機關及公眾人士，提供競爭及消費者保障等方面的政策建議。

## FTC活动
FTC通过调查消费者和企业报告、合并前申告、国会调查、大眾媒體中提出的问题来推动其使命。这些问题包括：商品虛偽標示和其他形式的詐騙等。FTC调查可能涉及单个公司或整个行业。如果调查结果显示出违法行为，FTC可能通过下列方式寻求违规业务的自愿遵守：同意令，提起行政投诉，发起联邦诉讼。
传统上，行政投诉在独立行政法法官（ALJ）面前由FTC工作人员担任检察官。该案件由全面的联邦贸易委员会“从头”审查，然后可以向美国联邦上诉法院上诉，最后到美国最高法院。
根据FTC法案，联邦法院保留其签发公平救济的传统权力，包括任命接管人，监察员，冻结资产以防止资金浪费，立即访问商业场以保存证据，以及其他救济，包括财务披露和加速发现。在许多情况下，FTC利用这种权力来打击严重的消费者欺骗或欺诈。另外，FTC有规则制定权利以解决被关注的行业普遍做法。根据这一权力颁布的规则被称为“贸易规则”。
在1990年代中期，FTC推出了欺诈扫描概念，该机构及其联邦、州和当地合作伙伴同时针对多个电话欺诈目标提出了法律诉讼。第一次扫描行动为“Project Telesweep”，在1995年7月已捣毁100个商业机会诈骗。
1984年，FTC开始规范殯儀館以保护消费者免受欺骗行为。FTC殡葬规则要求殡仪馆为所有客户（及潜在客户）提供一般价格表（General Price List），尤其是FTC定义的殡葬行业的商品和服务，以及列出它们的价格。根据法律，对所有需要的个体都必须提供一般价格表，不得拒绝提供书面、可保留的一般价格表副本。1996年，联邦贸易委员会制定了殯葬規則訓練計畫（Funeral Rule Offenders Program，缩写FROP），根据该计划：“殡仪馆向美国财政部或适当的国家基金自愿付款，金额低于委员会可能授权提起的民事处罚诉讼的金额。此外，殡仪馆参加NFDA合规计划，其中包括对价目表的审查，对工作人员的现场培训，以及对遵守殯葬規則情况的后续测试和认证。”
联邦贸易委员会的另一个主要重点是身份盗窃。FTC提供一个个人消费者投诉身份窃取的联邦存储库。虽然FTC不解决个人投诉，但它确实使用汇总的信息来确定联邦政府可能采取的行动。投诉表格可在线或通过电话（1-877-ID-THEFT）填报。
FTC已经参与在线广告行业及某些时刻的行为定位实践的监督。在2011年，FTC提出了“请勿追踪”机制以允许互联网用户使用选择排除决定行为定位。
2013年，FTC发布了其全面修订绿色指南，其中规定了环境营销的标准。
FTC对违反提报要求的公司施加民事处罚，无论是否故意。沃伦·巴菲特的波克夏·哈薩威公司在2014年8月同意一笔856,000美元的民事罚款，因其未能提前报告2013年12月可换债券交易。FTC在一份声明中将此事称为“无意错误”。

## 影响消费者的不公平或欺骗性做法
“联邦贸易委员会法”第5节，美國法典第15编 § 第45節授予FTC调查和防止欺骗性贸易做法的权力。法规阐述：“在商业中不公平竞争或影响商业的不公平做法，以及不正当或欺骗性的行为或做法，或被宣布为非法的影响商业的做法。”对消费者的不公平和欺骗是FTC执法与权利的两个不同领域。FTC也有权调查企业之间的不公平竞争方法。

### 欺骗行为
在给能源和商业内务委员会主席的信中，FTC定义了欺骗案件的要素。首先，“必须有可能误导消费者的陈述/遗漏或实践。”在遗漏的情况下，委员会考虑消费者理解的暗示表述。当未披露信息以纠正合理的消费者期望时，误导性遗漏即发生。其次，委员会会以合理消费者的目标为角度审查实践。最后，表示或遗漏必须为一种会改变消费者行为的资料。
在其Dot Com披露指南中，FTC说“必须清楚和明显地提出为防止欺骗所需的庇护或向消费者提供关于交易的重要信息。”FTC建议了一些不同的因素，这有助于确定信息是否“清晰和明显”，包括但不限于：
- 广告中披露的放置以及它与所要求权利的接近度，
- 披露之显著性，
- 广告中其他部分的项目是否分散注意力，
- 是否广告太长以至于披露必须反复出现，
- 音频消息中的披露是否以充足的音量和节奏出现，视觉披露是否出现足够的时间，以及
- 披露的语言是否可被目标受众理解。[23][24]

但是，关键是“总体净印象”
在《F.T.C. v. Cyberspace.com》中，FTC发现，向消费者发送的消费者看起来是3.50美元支票的邮件是欺骗性的，因为兑现支票构成了每月支付互联网费用的协议。在支票的背面以精细印刷形式向消费者公布了这项协议的存在。FTC认为这种做法误导了合理的消费者，特别是有证据表明，22万5000名个人和企业中，实际登录该互联网的用户不足百分之一。
在《In re Gateway Learning Corp.》中，FTC指称Gateway通过对隐私政策进行追溯性更改且不通知客户而实施不公平和欺骗性的贸易惯例，并且在其隐私政策称不会时违背政策、出售客户信息。Gateway通过与FTC签订同意令来解决投诉，FTC要求它在之后20年内交出一些利润并对Gateway做出限制。
在《In the Matter of Sears Holdings Management Corp.》中，FTC指称Sears提供的研究软件程序是欺骗性的，因为它收集了几乎所有在线行为的信息，这个事实埋藏在只有法律人士关注的“最终用户许可协议”中。
2016年，FTC为回应学术界的持续压力，对OMICS出版集团生产掠夺性期刊和组织掠夺性会议采取了行动。这是FTC针对学术期刊出版商采取的第一个行动。投诉指称被告“欺骗学术界和研究人员关于其出版物的性质，并且隐匿几百到几千美元不等的出版费”并指出“OMICS经常宣传那些从未计划出现的学术专家会议以吸引注册人”与会者“花费数百或数千美元的注册费和旅行费用参加这些科学会议。”手稿有时还被扣为“人质”，OMICS拒绝允许其撤回提交，从而阻止其重新提交给另一个杂志供审议。Jeffrey Beall已经将OMICS描述为最糟糕的掠夺性出版商。

### 不公平做法
法院确定了消费者不公平案件中必须考虑的三个主要因素：(1) 该做法是否伤害消费者；(2) 该做法是否违反既定的公共政策；(3) 它是否在职业上或其他方面不道德

### FTC在医疗保健行业的活动
除了对并购影响的前瞻性分析外，FTC最近还对医院合并进行回顾性分析和监测。因此，它还使用追溯数据来证明一些医院并购正在伤害消费者，尤其是更高的价格。这里有一些最近的例子，FTC成功阻止或解除医院的合并或附属：
1. 在喬治亞州的菲比普特尼纪念医院与帕尔米拉医疗中心。2011年，FTC在法庭上成功阻止菲比普特尼纪念医院（Phoebe Putney Memorial Hospital）以1.95亿美元收购Palmyra医疗中心。[34][35]联邦贸易委员会称，交易将产生垄断，因为它将“显着减少竞争，并允许Phoebe/Palmyra组合体提高对商业健康计划收取的普通急性医院服务的价格，严重伤害患者、当地雇主和雇员。[35]最高法院于2013年2月19日裁决赞成FTC。[35]
2. 在俄亥俄州的ProMedica卫生系统与圣路加医院（St. Luke's hospital）。同样，ProMedica卫生系统在俄亥俄州法院试图推翻FTC公司的命令，以允许其2010年收购圣卢克医院，这未能成功。[34][36]FTC称，该收购将通过更高的保费来伤害消费者，因为保险公司将需要支付更多。[36]2011年12月，行政法官维持FTC的决定，指出ProMedica卫生系统与St. Luke的行为确是反竞争行为，并命令ProMedica将分解St. Luke给买方，并在180天内得到FTC的批准。[34][36]
3. 在伊利诺伊州的OSF医疗系统与Rockford健康系统。2011年11月，FTC提起诉讼称，OSF提议收购Rockford将提高普通急性住院服务的价格，因为OSF在罗克福德地区将只会面临一个竞争对手（SwedishAmerican卫生系统），市场份额将达64%。[37]2012年晚些时候，OSF宣布已放弃收购Rockford健康系统的计划。[37]

## 擴展閱讀
- Davis, G. Cullom. . The Mississippi Valley Historical Review. 1962, 49 (3): 437–455. JSTOR 1902564.
- MacIntyre, A. Everette; Volhard, Joachim J. . Boston College Law Review. 1970, 11 (4): 723–783  [2017-01-06]. （原始内容存档于2016-12-23）.
- MacLean, Elizabeth Kimball. . Journal of the Gilded Age and Progressive Era. July 2007, 6 (3): 248–284. doi:10.1017/S1537781400002097.

## 外部連結
- 官方网站
- Consumer Complaint Assistant, Federal Trade Commission （页面存档备份，存于）
- Federal Trade Commission Decisions (July 1949 - December 2005) This is a compendium of agency decisions in administrative cases brought under 16 C.F.R. parts II and III. Federal court decisions may be found elsewhere, in published federal case reports. The site's search engine can limit its results from the archive.
- Federal Trade Commission Meeting Notices and Rule Changes from The Federal Register RSS Feed
- Federal Trade Commission Identity Theft Complaint Form